# Lena Ignestam
Lena Ignestam, född 1 juni 1965, är en svensk konstnär och skulptör med bas i Malmö. Hon är utbildad vid Det Kongelige Danske Kunstakademi i Köpenhamn och har bland annat gjort ett flertal offentliga konstverk, ofta i samarbete med konstnären Carina Zunino.

## Offentliga verk i urval
- En liten men extraordinär värld[1], Gruppboendet Margaretavägen 2, Lund, 2006.
- Molnet landar[2], Väskolan i Vä utanför Kristianstad, 2010.
- Upplevelsen av dig[3], tillsammans med Carina Zunino, Norrköpings konstmuseum 2022.